# الربيع بن إياس
الربيع بن إياس بن عمرو بن غنم بن أمية الخزرجي الأنصاري صحابي جليل من قبيلة الخزرج من الأنصار شهد مع النبي محمد ﷺ غزوة بدر.